# Izochora van ’t Hoffa
Izochora van ’t Hoffa – jedna z postaci równania van ’t Hoffa, zaproponowanego przez Jacobusa van ’t Hoffa, wiążącego temperaturową zmienność stałej równowagi {\displaystyle (K)} reakcji chemicznej z jej energetycznymi efektami (powinowactwem chemicznym, {\displaystyle A}). Równanie izochory dotyczy reakcji izochoryczno-izotermicznych {\displaystyle (v,T=\mathrm {const} ),} w których nie jest wykonywana praca. Miarą powinowactwa takich reakcji jest energia swobodna reakcji {\displaystyle (-\Delta f)}:
{\displaystyle A=-\Delta f=-\sum {\nu _{i}\mu _{i}},}
gdzie:
- współczynniki stechiometryczne {\displaystyle \nu _{i}>0} dla produktów i {\displaystyle \nu _{i}<0} dla substratów,
- potencjał chemiczny {\displaystyle \mu _{i}=\left({\frac {\partial f}{\partial n_{i}}}\right)_{T,v,n_{j}\neq i}.}

Równanie izochory van ’t Hoffa jest wyrażane jako:
{\displaystyle \left({\frac {\partial \ln K}{\partial T}}\right)_{v}={\frac {\Delta u^{\ominus }}{RT^{2}}}={\frac {\Delta Q_{v}^{\ominus }}{RT^{2}}},}
gdzie:
{\displaystyle \Delta u^{\ominus }} – standardowa energia wewnętrzna reakcji (wyznaczona dla aktywności reagentów {\displaystyle a_{i}=1}),
{\displaystyle Q_{v}^{\ominus }} – standardowe ciepło reakcji w stałej objętości.